# Яструб Бюргера
Яструб Бюргера (Erythrotriorchis buergersi) — хижий птах роду рудих яструбів родини яструбових ряду яструбоподібних. Це малодосліджений птах, ендемік Нової Гвінеї.

## Опис
Довжина птаха 43–53 см, розмах крил 85–109 см.

## Поширення
Це рідкісний і малодосліджений птах, ендемік Нової Гвінеї. Більшість повідомлень про спостереження яструба Бюргера надходять зі східної частини острова (Папуа Нової Гвінеї), надходили також повідомлення про спостереження цього виду в горах Фоджа в індонезійській провінції Папуа.